# Trung Giang
Trung Giang là một xã cũ thuộc huyện Gio Linh, tỉnh Quảng Trị, Việt Nam.

## Lịch sử
Ngày 16 tháng 6 năm 2025, Ủy ban Thường vụ Quốc hội ban hành Nghị quyết số 1680/NQ-UBTVQH15 về việc sắp xếp các đơn vị hành chính cấp xã của tỉnh Quảng Trị năm 2025. Theo đó, sắp xếp toàn bộ diện tích tự nhiên, quy mô dân số của các xã Trung Hải, xã Trung Giang, xã Trung Sơn thành xã mới có tên gọi là xã Bến Hải.

## Hành chính
Xã Trung Giang được chia thành 5 thôn: Bắc Sơn, Cang Gián, Nam Sơn, Hà Lợi Trung, Thủy Bạn..
Trung Giang được biết đến với những cồn cát, nơi đây có con sông Cửa Tùng đổ ra biển, nơi đây có miếu bà Cửa Tùng thờ mẫu Thiên Y A na.